# Либерти (Северна Каролина)
Либерти (енгл. Liberty) град је у америчкој савезној држави Северна Каролина.

## Демографија
По попису из 2010. године број становника је 2.656, што је 5 (-0,2%) становника мање него 2000. године.
| Група             | 2000.         | 2010.         |
| Белци             | 1.610 (60,5%) | 1.656 (62,3%) |
| Афроамериканци    | 629 (23,6%)   | 541 (20,4%)   |
| Азијати           | 2 (0,1%)      | 6 (0,2%)      |
| Хиспаноамериканци | 378 (14,2%)   | 383 (14,4%)   |
| Укупно            | 2.661         | 2.656         |